# Christophe Crépet
Christophe Crépet, est né le 11 mai 1807 à Lyon et est décédé dans cette même commune le 5 novembre 1864 . Il a été inhumé au cimetière de Loyasse. Christophe Crépet est un architecte français, qui est à l'origine de la commune de la Guillotière. Il est connu pour avoir travaillé à la conception du IIIe arrondissement de Lyon.

## Biographie
Christophe Crépet étudie à l'école des beaux-arts de Paris, où il a été l'élève de l'architecte Léon Vaudoyer dans les années 1830.
Le 11 mars 1833, il commence à travailler en tant qu'architecte-voyer pour la ville de La Guillotière. Le 22 mai 1838 et jusqu'en 1852, il est architecte pour  l'Hospice des vieillards. Puis , il devient architecte du  IIIe arrondissement de Lyon.
Christophe Crépet est également l'auteur  d'un Plan militaire de Lyon, qui a été assiégé en 1793. Ce plan sert  à l'Histoire politique et militaire du peuple de Lyon d'Alphonse Balleydier en 1844. Il est également l'auteur du Plan topographique de la ville de la Guillotière et de son embellissement, le 5 janvier 1843, puis du projet d'embellissement de Lyon, en 1843.
Il rejoint la société d'architecture de Lyon en 1842 et membre de la société littéraire de Lyon en 1847. Également commandant des sapeurs-pompiers de la Guillotière, puis de Lyon, il est fait chevalier de la Légion d'honneur en 1864.

## Réalisation
- Église Saint-Pothin de Lyon[4] ;  représente la construction type permettant de desservir une paroisse, sans laquelle un quartier ne pouvait exister. Depuis 1827, le culte était célébré dans un local très exigu servant auparavant d'entrepôt, situé entre les rues Malesherbes et Godefroy. Les Hospices soutiennent le projet de bâtir une église et cèdent gratuitement         1 856 m2 de leurs terrains, à la seule condition que l'affectation de ce terrain soit réservé à la construction d'une église. Le projet de construction fait l'objet d'un concours, remporté par le parisien Joannès Pellet. Ce dernier est jugé trop lent pour effectuer les modifications, alors il est remplacé par Christophe Crépet. Ce dernier a pour projet de faire de cette église, une église « de type ionique mais plus riche, plus grave, plus monumentale ». Il la modifie en 1837, en remplaçant le clocher par un dôme. Cependant, les modifications apportées par Crépet sont tellement considérables qu'il dépasse excessivement le devis estimé par le Conseil municipal. En effet, il engage des travaux sans autorisation et abuse de sa fonction de fonctionnaire communal. Le budget double, il faudrait à Crépet 257 657 francs au lieu de 145 000 francs. Crépet est blâmé, mais le budget finit par être accepté. Christophe Crépet termine l'église de Saint-Pothin à Noël 1843.
- église de Sainte-Foy-lès-Lyon[5].
- le plan d'embellissement de la Rive gauche de Lyon en 1845 ;  où Christophe Crépet évoque l'idée d'un parc urbain, le parc de la Tête d'Or, au nord de la rive gauche.
- La commune de la Guillotière ; Christophe Crépet en publie le plan en 1845. Il succède à Scève en devenant l'architecte-voyer de la Guillotière. Désormais, la structuration en damier de la Rive gauche se fonde sur trois plans fondamentaux : ceux de Jean-Antoine Morand, de Scève (1827) et de Van Doren (1843-1846). La publication du plan de Crépet intervient le 5 janvier en 1845 : au sud du cours de Brosses, un tracé orthogonal montre le secteur à urbaniser en direction du fort de la Motte et de celui du Colombier, mais n'affecte pas la partie anciennement urbanisée de la commune de la Guillotière. Le cours Sainte-Elisabeth (aujourd'hui rue Garibaldi) longe la caserne de la Part-Dieu, jusqu'au fort de la Tête d'Or au nord. Un système de places carrées et rectangulaires est mis en place. Ce plan prospectif est adopté, mais non soumis au Gouvernement. Il n'est pas réalisé tel quel, mais sert au plan d'alignement. Tout ce territoire comporte d'immenses espaces peu bâtis auxquels on accède par six ponts. La commune vit « une heureuse métamorphose : des plantations et des remblais l'ont assainie, des nombreuses et riches constructions s'y sont élevées, des rues et des places largement tracées en font aujourd'hui le plus beau quartier de la ville de la Guillotière ». Cette situation attise la méfiance des habitants du Centre, voire ceux de la Croix-Rousse qui vivent retranchés sur leur colline au-delà de la ligne de remparts. Si bien que J.-G. Gors voit un exemple à suivre lorsqu'il présente un plan de structuration du plateau de la Croix-Rousse : « Veuillez ne pas perdre de vue les grands exemples que vous avez sous les yeux. Les deux plus beaux quartiers de Lyon, Perrache et les Brotteaux, ont surgi de la gange des marais par le seul effort d'un plan hardiment conçu et exécuté avec courage et persévérance. »
- église de Bressolles ; construction du clocher, de la sacristie, de la façade et agrandissement entre 1842 et 1845.

## Hommages
- La rue Crépet, à Lyon, lui est dédiée[6].